# Lucumi jezik
Lucumí jezik (lacumí; ISO 639-3: luq) 'tajni' tonalni jezik koji poznaje nepoznat broj ljudi na Kubi, Portoriku i dijelovima SAD-a, sljedbenika religije santería, kombinacije stare yoruba vjere (s božanstvom Oluddumare) i štovanja katoličkih svetaca. Kao liturgijski, rabi se jedino kao drugi jezik u santería ritualima, kao molitvama i pjesmama, koje se pjevaju uz pratnju svetih batá bubnjeva, nazivani od najvećeg do najmanjeg iyá, itótele i okónkolo. 
Klasificira se nigersko-kongoanskoj porodici, užoj skupini yoruboid, podskupini edekiri'

## Vanjske poveznice
- Lucumi (14th)
- Lucumi (15th)